# زافودسكوي (ألانيجا)
زافودسكوي (بالروسية: Заводской) هي مدينة في جمهورية أوسيتيا الشمالية - ألانيا في روسيا.
يبلغ عدد سكانها حوالي 15020   نسمة.